# Voit Eszter
Voit Eszter (Budapest, 1916. január 11. – ?) magyar olimpikon tornász.

## Pályafutása
A Testnevelési Főiskola SE (TFSE) sportolójaként indult versenyein.
Az 1936. évi nyári olimpiai játékokon torna, összetett csapat versenyszámban (Csillik Margit, Kalocsai Margit, Madary Ilona, Mészáros Gabriella, Nagy Margit (Sándorné), Tóth Judit (Gamauf Gyuláné), Törös Olga, Voit Eszter) a 3. helyen végzett.